# Latijnse Unie
De Latijnse Unie is een internationale samenwerkingsgemeenschap van Romaanstalige landen. De unie is opgericht in 1954 in Madrid (Spanje) en begon met 12 leden; inmiddels zijn dit er 36 (plus 4 waarnemers), verspreid over de wereld. Niet elk land kan zomaar toetreden. De landstaal moet van het Latijn afgeleid zijn, er moet onderwijs in gegeven worden en de taal moet dagelijks gebruikt worden (onderling en in de media).
Niet elk land waarvan één der officiële talen afgeleid is van het Latijn maakt deel uit van de Latijnse Unie, opvallende afwezigen zijn onder meer België, Zwitserland en Canada, terwijl er van de Franstalige landen in Afrika maar twee lid van de Unie zijn.
In 2012 is het ambtelijke apparaat van de Latijnse Unie opgeheven, waardoor de organisatie nog maar zeer beperkt actief is.

## Officiële namen van de Unie
- Unión Latina (Spaans), werktaal
- Union Latine (Frans), werktaal
- Unione Latina (Italiaans), werktaal
- União Latina (Portugees), werktaal
- Uniunea Latină (Roemeens), documenten worden steeds vaker in het Roemeens vertaald.
- Unió Llatina (Catalaans), sinds het toetreden van Andorra (2004) ook onderdeel geworden van de Unie.

## Leden
| - Catalaans - Andorra - ook gesproken in delen van Spanje en Frankrijk en op Sardinië (Italië) - Frans - Frankrijk - Haïti - Ivoorkust - Monaco - Senegal - Italiaans - Italië - Maltezer Orde (als waarnemer) - San Marino - Vaticaanstad (als waarnemer; officiële taal is het Latijn) | - Portugees - Angola - Brazilië - Guinee-Bissau - Kaapverdië - Mozambique - Oost-Timor - Portugal - Sao Tomé en Principe - Roemeens - Moldavië - Roemenië | - Spaans - Argentinië (als waarnemer) - Bolivia - Chili - Colombia - Costa Rica - Cuba - Dominicaanse Republiek - Ecuador - El Salvador - Filipijnen - Guatemala - Honduras - Mexico (als waarnemer) - Nicaragua - Panama - Paraguay - Peru - Spanje - Uruguay - Venezuela |